# Nihaib
Nihaib, jedna od tri glavne loze Quiche Indijanaca iz Gvatemale. Nihaibima koji su žrtve prinosili bogu Avilišu (Avilix) praotac je bio Balam-Akab (Balam-Acab) a njegova žena zvala se Čomiha (Chomihá). Isto kao i Kavekovi (Cavec) sastojali su se od 9 Velikih kuća kojima je prvi gospodar nosio titulu Ahau-Galel (Ahau-Galel), ostale su bile Ahau-Ahcik-Vinak (Ahau-Ahtzic-Vinac), Ahau-Galel-Kamha (Ahau-Galel-Camhá), Nima-Kamha (Nima-Camhá), Učuč-Kamha (Uchuch-Camhá), Nim-Čokoh-Nihaib (Nim-Chocoh-Nihaib), Ahau-Aviliš (Ahau-Avilix), Jakolatam (Yacolatam) i Nima-Lolmet-Ikoltuš (Nima-Lolmet-Ycoltux). 
Vladaria Nihaiba bilo je 13 generacija uključujući Balam-Akaba, nakon kojega su dolazili Koakul i Koakutek (Qoacul i Qoacutec), Kočahuh i Kocibaha (Cochahuh i Cotzibahá), Beleheb-Keh [I] (Beleheb-Queh [I]), Kotuha [I] (Cotuhá [I]), Baca (Batza), Istajul (Iztayul), Kotuha [II] (Cotuhá [II]), Beleheb Keh [II] (Beleheb-Queh [II]), Kema (Quemá), Ahau-Kotuha (Ahau-Cotuhá), Don Kristoval (Don Cristóval; tako su ga prozvali Španjolci) i Don Pedro de Robles (Don Pedro de Robles)